# Тарзаново бекство
Тарзаново бекство је филм из 1936. који је заснован на ликовима Едгара Рајса Бароуза. То је трећи филм из серијала о Тарзану у којем глуми Џони Вајсмилер.

## Улоге
| Глумац          | Улога        |
| --------------- | ------------ |
| Џони Вајсмилер  | Тарзан       |
| Морин О'Саливан | Џејн         |
| Џон Баклер      | капетан Фрај |
| Бенита Хјум     | Рита         |
| Вилијам Хенри   | Ерик         |
| Херберт Мандин  | Роулинс      |
| Чита            | глуми себе   |